# Herluin de Conteville

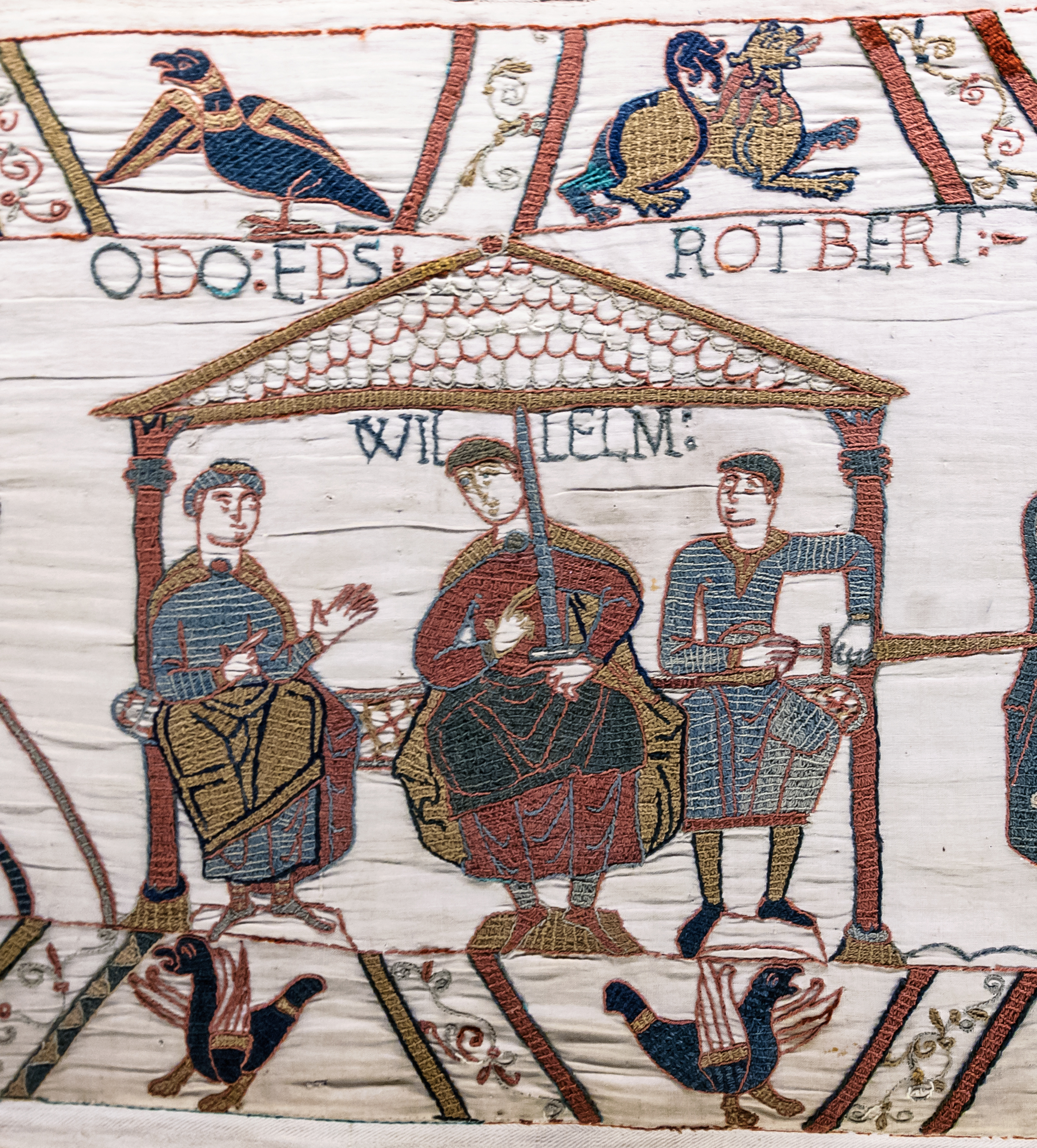
Les deux fils d'Herluin : Odon (gauche) et Robert (droite), et son beau-fils Guillaume (centre), sur la tapisserie de Bayeux.

Herluin de Conteville (vers 1001 – vers 1066), fut un seigneur normand, qui reçut le titre de vicomte. Il est le père de deux personnages importants du règne de son beau-fils Guillaume le Conquérant, Robert de Mortain et Odon de Bayeux.

## Biographie
Il aurait été le fils de Jean de Conteville, mais il s'agit probablement d'une invention a posteriori, car ses origines sont obscures. Il est possible qu'au moment de son mariage, il ait été établi comme un soutien loyal au duc en moyenne Normandie.
Il épouse Arlette de Falaise († vers 1051), l'ancienne concubine de Robert le Magnifique, duc de Normandie, et mère de Guillaume le Conquérant. La date de leur mariage est inconnue, et il a existé deux théories opposées sur ce point.
La plus ancienne s'appuyait sur le récit du chroniqueur Guillaume de Jumièges, contemporain des faits : « Mais après que le duc pèlerin de Jérusalem fut mort, un certain Herluin, brave chevalier, prit Herlève pour femme, et en eut deux fils, Eudes et Robert, qui dans la suite parvinrent à une grande illustration ».
Aujourd'hui, les historiens s'accordent à penser que le duc a arrangé un mariage pour sa maîtresse avec Herluin aux alentours de 1030, soit peu après la naissance de son fils. Certainement peu après son mariage, Herluin est fait vicomte sans que l'on connaisse la localisation exacte de sa vicomté. Il est improbable qu'il ait été vicomte de Conteville, car cette vicomté apparaît pour la première fois au siècle suivant. Pour Guillaume de Malmesbury, au moment de son mariage avec Arlette, Herluin est d'un statut social très modeste. Le chroniqueur anglais fait de lui une description peu flatteuse, le tenant pour un personnage de peu d'importance, mais toutefois doté d'un solide caractère. Sa condition modeste est confirmée par la découverte, vers 1990, d'une copie d'une pancarte (une collection de chartes de donation) de l'abbaye de Grestain, qui recense les dons faits par Herluin, fondateur de cette abbaye en 1050. Sa donation fondatrice est relativement faible, et ce n'est qu'après que son beau-fils eut pris le contrôle de la Normandie que sa situation s'améliore nettement.
Herluin est inhumé à l'abbaye de Grestain. D'après un récit maintenant perdu, il avait eu une vision dans laquelle la fondation d'un monastère lui guérirait sa lèpre.

## Familles et descendance
En premières noces, il épouse Arlette de Falaise († vers 1051), ancienne concubine de Robert le Magnifique, duc de Normandie, et mère de Guillaume le Conquérant. Ensemble ils ont :
- Robert de Mortain († après 1090), comte de Mortain, et de Cornouailles, compagnon du Conquérant ;
- Odon de Bayeux († 1097), évêque de Bayeux, comte de Kent, compagnon du Conquérant ;
- Muriel, qui épouse Eudes « au chapeau », vicomte du Cotentin, connue seulement par le poète Wace, qui liste son mari parmi les conseillers du duc en 1066[7]. Pour Wace leur union est stérile et plus tard, Muriel se fait religieuse à l'abbaye de la Sainte-Trinité de Caen. Pour l'historien David Bates, il n'existe aucun document pour corroborer les propos de Wace[2]. L'entrée de Muriel à l'abbaye est même peu sérieuse[2].

Pour David Bates, ils engendrent aussi :
- Adelaïde de Normandie (v. 1026-v. 1090), comtesse d'Aumale. D'autres historiens en font une fille du duc Robert et d'une concubine autre qu'Arlette ;
- Très probablement une fille inconnue qui épouse le baron normand Guillaume, seigneur de La Ferté-Macé, mais qui pourrait être issue de sa seconde union.

En secondes noces, il épouse Fredesensis. Ensemble, ils ont :
- Raoul ou Ranulf de Conteville († après 1089). Il est enregistré dans le Domesday Book comme propriétaire dans le Somerset et le Devonshire en 1086 ;
- Jean de Conteville, probablement mort jeune.

En outre, Richard Goz épousa une certaine Emma dont l'identité n'est pas certaine, peut-être la fille d'Herluin et Herleva.

### Sources
- Brian Golding, « Robert of Mortain », Anglo-Normans Studies : XIII. Proceedings of the Battle Conference, édité par Marjorie Chibnall, Boydell & Brewer Ltd, 1990, p. 119.
- Herluin de Conteville à thepeerage.com.
- Origines des comtes de Mortain.
- (fr + en) David Bates et Véronique Gazeau, « L'Abbaye de Grestain et la famille d'Herluin de Conteville », Annales de Normandie, vol. 40 (1990), p. 5-30. [PDF]Lire.